# Соціальна хартія (1989)
Соціальна хартія (англ. Social Charter).
1989 року всі держави Європейського Союзу, крім Сполученого Королівства, підписали декларацію під назвою «Хартія основних соціальних прав робітників» (скорочено Соціальна хартія). Це політичний інструмент, який накладає на країн-учасниць «моральні зобов'язання» і покликаний гарантувати певні соціальні права громадянам цих країн. Йдеться насамперед про ринок праці, фахове підготування, умови праці та однакові можливості. Хартія також доручала Європейській Комісії якомога швидше розробити пропозиції для перенесення положень Хартії до законодавства Союзу.
Розвиваючи положення Соціальної хартії, в грудні 1991 року держави-члени підписали Договір з соціальної політики. Британія знов утрималась, і щоб інші країни могли попри неучасть Британії, просуватися далі в узгодженні соціальної політики, Договір зробили додатком до Маастрихтського договору разом з так званим «Протоколом з соціальної політики» (соціальний протокол). Коли 1997 року Тоні Блер став прем'єр-міністром Британії, країна приєдналася до соціальної політики Спільноти, що дало можливість, через поправки, внесені Амстердамським договором, внести так звану «соціальну главу» в Договір про заснування Європейської Спільноти.